# 39M Csaba
Der 39M Csaba war ein ungarischer Panzerspähwagen während des Zweiten Weltkrieges, welcher auf verschiedenen britischen Designs beruhte.

## Entwicklung
Entworfen wurde der 39M Csaba vom ungarischen Ingenieur Nicholas Straussler, der seit 1933 britischer Staatsbürger war und in der Zwischenkriegszeit bereits für die Firmen Alvis Cars und Vickers-Armstrong Fahrzeuge entwarf. Bekannt als Vorgängermodelle sind „Straussler AC-I“ (1934), „Straussler AC-II“ (1935) und „Straussler AC-III“ (1936). Gefertigt wurde der 39M Csaba in der ungarischen Fabrik Manfréd Weiss Stahl- und Metallwerke AG.

## Produktion
Nach ersten Tests im Jahr 1939 bestellte die Ungarische Armee 81 Fahrzeuge des Typ M39 und weitere 40 Fahrzeuge des Typ M40 (Kommandofahrzeug). Von diesen Fahrzeugen wurden 20 Stück als Kampffahrzeuge genutzt, während die anderen als Aufklärungsfahrzeuge dienten. Die Produktion wurde aufgrund von mangelnden Produktionskapazitäten in Ungarn ausgesetzt und sollte später wieder aufgenommen werden.

## Technik
Als Antrieb wurde ein in Köln gefertigter 8-Zylinder-Motor eingesetzt, der 90 PS leistete. Damit konnte der 39M Csaba eine Straßengeschwindigkeit von bis zu 65 km/h erreichen, was zu dieser Zeit als fortschrittlich galt.

## Varianten
Eine weitere Version des 39M Csaba war der 40M Csaba, welcher als Kommandowagen eingesetzt wurde. Dieser besaß nur ein MG als Bewaffnung und hatte zusätzlich ein R-4T-Funkgerät eingebaut.